# Cellula HFR
Le cellule HFR (high frequency of recombination) sono cellule batteriche che possiedono il plasmide F integrato nel proprio cromosoma.
L'integrazione del plasmide F avviene in corrispondenza di specifiche sequenze di inserzione (IS) che rappresentano regioni di DNA omologhe tra cromosoma batterico e plasmide F.
Qualora il ceppo HFR venga in contatto con una cellula ricevente (F−), la coniugazione si attiva e, a partire dal sito oriT (origine del trasferimento), ha inizio la trasmissione dell'informazione genetica, che può consistere nell'informazione plasmidica e in parte nei geni cromosomali circostanti la regione oriT, qualora l'excisione del plasmide non sia perfettamente corretta.
Dato che le IS sul cromosoma sono localizzate in regioni diverse, e la direzione d'inserzione non è sempre la stessa, possono originarsi diversi ceppi HFR che portano con sé diverse porzioni dell'informazione originaria.
La denominazione "alta frequenza di ricombinazione" si riferisce alla ricombinazione genetica che avviene tra il cromosoma del donatore e quello del ricevente.